# Cardoen PJ-1
PJ-1 – chilijska bomba lotnicza małego wagomiaru. Powstała na zamówienie Fuerza Aérea de Chile poszukującego taniej i prostej bomby która mogła być zrzucana ręcznie ze śmigłowców i wolniejszych samolotów, a jednocześnie stanowić subamunicję bomb kasetowych przenoszonych przez szybsze maszyny odrzutowe. Dzięki swojej konstrukcji PJ-1 jest bombą uniwersalną, mogącą służyć zarówno do zwalczania siły żywej (przy pomocy odłamków) jak i pojazdów opancerzonych (ładunek wybuchowy o działaniu kumulacyjnym). PJ-1 jest przenoszona przez A-37 Dragonfly, A-36 Halcon, Bo 105, SA-315 Lama, a także pełni rolę subamunicji w bombie Cardoen CB-100.